# Ciberataques à Estônia em 2007
Os ciberataques à Estônia em 2007 referem-se a uma série de ataques cibernéticos à Estônia, que teve início em 27 de abril de 2007 e deixou sites do governo fora do ar. O governo estôniano acusou a Rússia, que teria se motivado a realizar os ataques por conta da remoção de uma estátua que marcava a vitória russa contra o nazismo, a estátua do Soldado de bronze de Tallinn, porém confirmou-se que o governo russo não estava envolvido diretamente nos ataques, sendo sua origem desconhecida até hoje. Na Estônia, quase todos os serviços são integrados à Internet, o que torna o país vulnerável a esses ataques. Quase todas as tarefas cotidianas estão ligadas à rede, por isso a população do país foi atingida diretamente com o ataque. A Estônia foi o primeiro país a realizar votações para cargos públicos por meio da Internet, isso como um ciberataque representa perigo real ao país. Esse é considerado o primeiro ciberataque de grandes proporções.

## Motivos
O governo da Estônia decidiu mudar o local de um memorial da Segunda Guerra Mundial que estava localizado em Tallinn para o Cemitério de Defesa de Tallinn, considerado mais seguro. Essa transferência fez com que os russos, dentro e fora da Estônia ficassem exaltados. A estátua significava a vitória da União Soviética sobre o nazismo, havia sido construída enquanto a Estônia estava sobre domínio soviético. Essa decisão foi considerada polêmica e foi respondida com violência. A estátua havia sido removia um dia antes do feriado nacional da vitória contra a Alemanha Nazista. O monumento representa esse feriado e por isso, a atitude das autoridades da Estônia foi recebida com violência.

## Ataques
Os ataques à Estônia começaram logo no dia da remoção do Soldado de Bronze de Tallinn, no dia 27 de abril de 2007. Para os russos, a retirada da estátua significava o incentivo a ações neonazistas e por isso considera que a questão deveria ser olhada com atenção por todos os países do mundo. Sendo classificada por Serguei Lavrov, ministro dos Assuntos Exteriores da Rússia, como uma atitude desumana. A Rússia também reagiu economicamente em represália ao governo da Estônia.

Uma minoria russa que vive lá desde a Guerra Fria, quanto o país foi ocupado pela União Soviética, reagiu violentamente às decisões quanto a remoção da estátua.
Os sites do governo, a partir de então, sofreram vários ataques por semanas. Os crackers utilizaram computadores zumbis para que os servidores tivessem milhares de visitas por segundo, sobrecarregando-os.

## Consequências
Após os ataques em DDoS, vários sites ficaram indisponíveis por algumas horas, não causando danos permanentes aos serviços da Estônia. Os ataques mostraram como os sistemas ligados à Internet são vulneráveis e deixou em alerta vários países com serviços virtuais que podem ser futuros alvos de ataques. Vários ataques se sucederiam e seriam creditados à ciberguerra, uma nova forma de guerra que estaria surgindo e motivando governos a se protegerem na Internet e aumentarem a segurança de todos os serviços.